# 彼得斯堡 (喬治亞州戈登縣)
彼得斯堡（英語：Petersburg）是位於美國喬治亞州戈登縣的一個非建制地區。該地的面積和人口皆未知。

## 地理
彼得斯堡的座標為34°35′12″N 84°42′56″W / 34.58667°N 84.71556°W，而該地的平均海拔高度為230米（即755英尺）。